# Lin Pin-chun
Lin Pin-chun (chinesisch 林品均; * 27. Januar 2002) ist eine taiwanische Beachhandball-Spielerin. Sie ist Mitglied der Nationalmannschaft Taiwans.
Lin Pin-chun nahm mit der Juniorinnen-Auswahl Taiwans an den erstmals ausgetragenen Beachhandball-Juniorenweltmeisterschaften 2017 in Flic-en-Flac auf Mauritius teil. Da Togo und Brasilien in ihrer Vorgruppe nicht antraten, wurde Taiwan trotz der klaren Niederlage gegen die Niederlande Gruppenzweite und zog in die Hauptrunde ein. Dort unterlag die Mannschaft Argentinien und Ungarn, womit Taiwan in den drei ersten Spielen des Turniers den drei späteren Medaillengewinnern unterlegen war. Das letzte Vorrundenspiel gegen Kroatien wurde gewonnen. Damit zogen die Taiwanerinnen überraschend statt der Kroatinnen in das Viertelfinale ein. Dort schieden sie gegen Portugal im Shootout aus. Nach einer Niederlage gegen die Spanierinnen kam es im letzten Platzierungsspiel zu einem Duell mit den Chinesinnen um den siebten Platz und zugleich um die Qualifikation für die Olympischen Jugend-Sommerspiele 2018 in Buenos Aires. Das Spiel wurde in zwei Sätzen verloren und Lin schloss das Turnier mit Taiwan auf dem achten Platz von 14 Mannschaften ab.

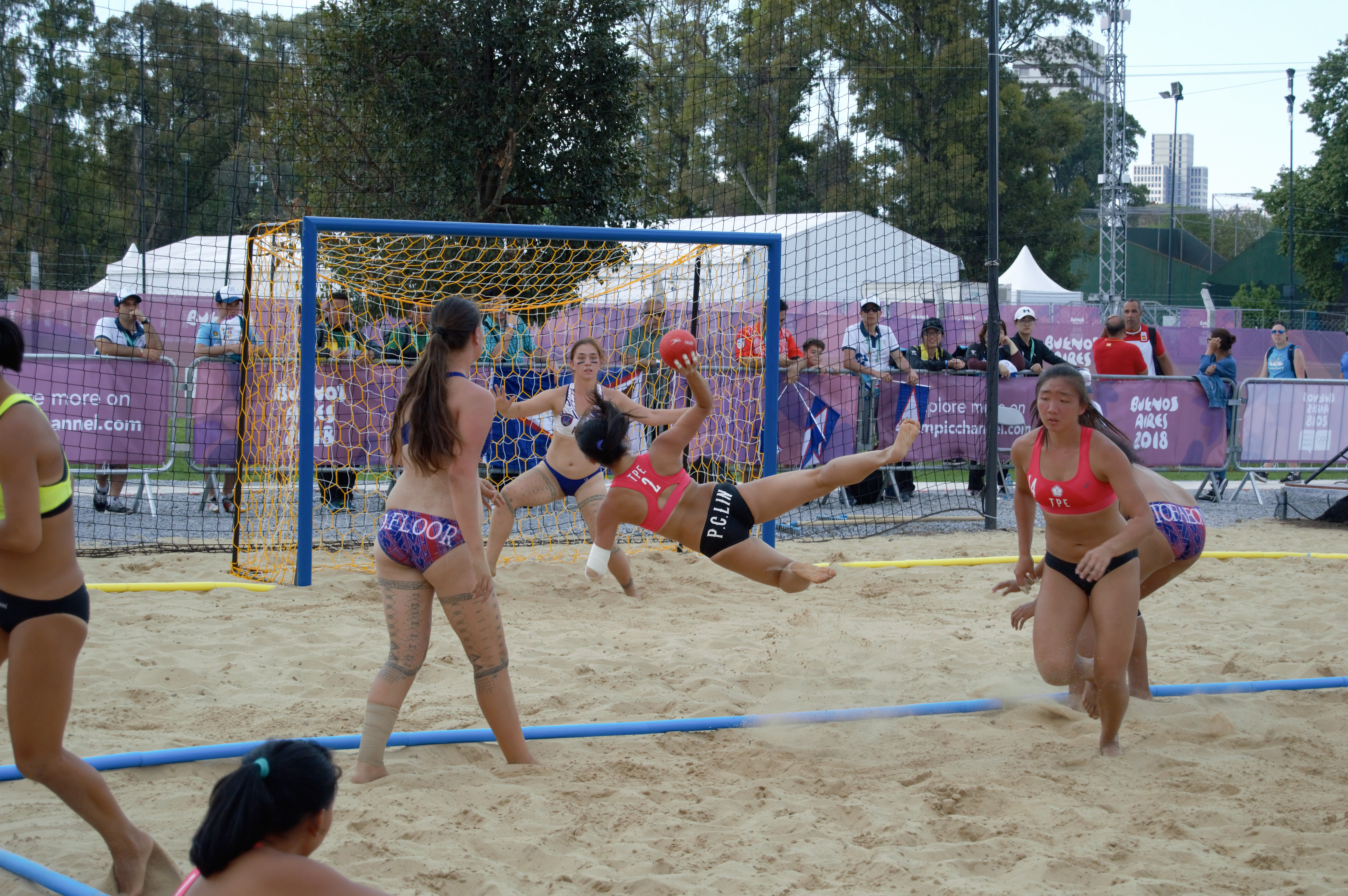
Lin wirft auf das von Stephanie Floor gehütete Tor von Amerikanisch-Samoa im Vorrundenspiel bei den Olympischen Jugendspielen 2018; links Danielle Floor, rechts Chao Yu-chen

Es folgten die Olympischen Jugend-Sommerspiele, da China sich für einen Startplatz im Basketball statt im Beachhandball entschieden hatte und somit Taiwan (Chinesisch-Taipeh) nachrücken konnte. Abgesehen von Lin Hung-gwen hatten alle Mitglieder der Mannschaft schon an den Junioren-Weltmeisterschaften im Vorjahr teilgenommen. Lin wurde alternierend zu Lin Hun-gwen auf dem linken Flügel eingesetzt. Wurde sie in der Abwehr eingesetzt, bildete sie im Allgemeinen mit der zentralen Chan Yu-chen und der auf rechts eingesetzten Chen Shu-fen die Dreierkette vor der Torhüterin Shen Yun-ting. Im Allgemeinen blieb die linke Seite der Taiwanerinnen durchweg besetzt, während die anderen Positionen gewechselt wurden und dort immer Spezialisten für die Offensive und Defensive auf dem Feld standen. Somit gab es hier den Wechsel zwischen Lin Pin-chun und Lin Hun-gwen, die dann länger, ohne zu wechseln, spielten, wobei Lin Pin-chun deutlich mehr Spielanteile hatte. Lin startete mit Taiwan mit einem Sieg im Shootout über Russland in das Turnier. Mit 18 Punkten erzielte sie nicht nur einen recht hohen Wert, sondern war auch beste Werferin ihrer Mannschaft in diesem Spiel. Es folgte ein weiterer klarer Sieg über die Außenseiterinnen aus Amerikanisch-Samoa, die im zweiten Durchgang nur einen Punkt gegen die starke Abwehr Taiwans erzielen konnte. Lin traf zu 15 Punkten, einzig Lin Hun-gwen erzielte noch einen Punkt mehr. Nach einer klaren Niederlage im dritten Spiel gegen Kroatien, in dem Lin mit neun erzielten Punkten wieder beste Scorerin der taiwanischen Mannschaft war, folgte ein deutlicher Sieg über den zweiten Außenseiter aus Mauritius. Hier war sie mit erneut 18 erzielten Punkten gleichauf mit Chao Yu-chen beste Taiwanerin und gab zudem sieben Assists zu weiteren Toren. Das letzte Vorrundenspiel wurde gegen die amtierenden Junioren-Weltmeisterinnen aus Ungarn verloren, Lin war dieses Mal mit 12 erzielten Punkten und fünf Torvorlagen die beste taiwanische Angreiferin. Als Drittplatzierte Mannschaft konnte Taiwan nicht nur Russland hinter sich lassen, sondern als letzte Mannschaft der Vorrundengruppe in die Hauptrunde einziehen.

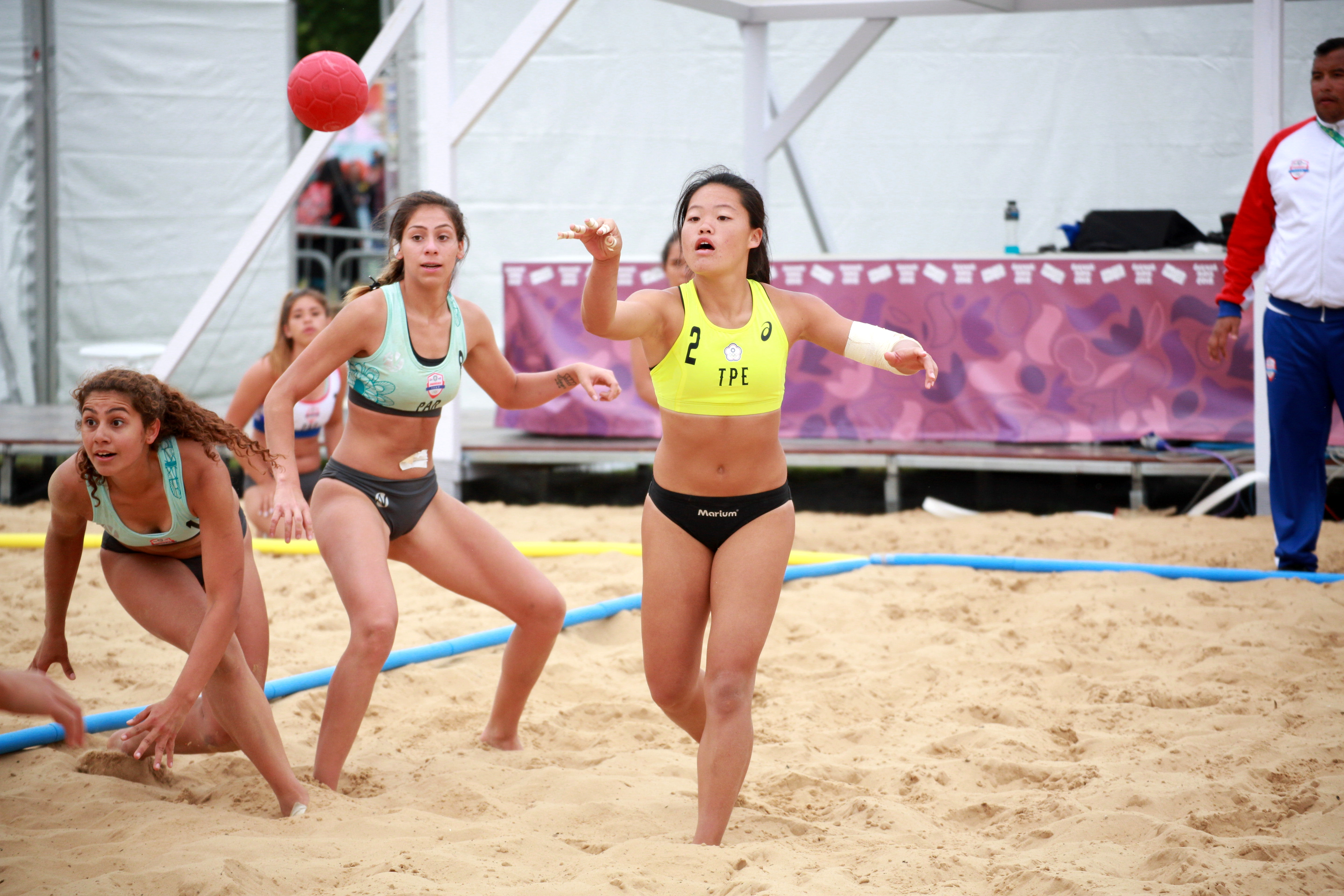
Lin gibt eine Vorlage im Hauptrundenspiel der Olympischen Jugendspiele 2018 gegen Paraguay; im Hintergrund von links Tatiana Franco und Guadalupe Villalba

Im ersten Hauptrundenspiel gegen die Niederlande konnten die Taiwanerinnen zwar knapp den ersten Durchgang für sich entscheiden, verloren danach aber deutlich den zweiten Durchgang, anschließend den Shootout und damit auch das Spiel. Das folgende Spiel gegen Paraguay konnte Lin mit ihrer Mannschaft in zwei Durchgängen gewinnen. Gegen die argentinischen Gastgeberinnen konnte Taiwan erneut überraschend den ersten Satz mit einem Punkt Vorsprung gewinnen, verlor dann aber knapp mit einem Punkt weniger sowohl Satz zwei als auch den Shootout. Für Lin war es das einzige Hauptrundenspiel, in dem sie mit 18 Punkten die beste Torschützin Taiwans war. Mit vier Punkten war Taiwan punktgleich mit Paraguay und Kroatien, aufgrund des direkten Vergleichs zog jedoch Kroatien in das Halbfinale ein, während Taiwan gegen Paraguay um den fünften Platz spielte. Dieses Mal unterlag Taiwan in zwei Durchgängen klar den Südamerikanerinnen und belegte am Ende den sechsten Platz von 12 Mannschaften. Lin war das sechste Mal in neun Spielen beste Torschützin ihrer Mannschaft und traf zu zehn Punkten. Sie bestritt alle möglichen Spiele des Turniers und war am Ende mit 113 erzielten Punkten nicht nur die treffsicherste Spielerin ihres Teams, sondern hinter Anna Iwanowa (116) und Lynn Klesser (115) beste Torschützin des Turniers. Im Vergleich zu Klesser, die ein Spiel mehr bestritten hatte, hatte Lin mit 12,6 erzielten Punkten pro Spiel die bessere Torquote und war in dieser Wertung die zweitbeste Spielerin des Turniers. Auch ihre 26 Torvorlagen waren ein Spitzenwert, mit dem sie in der Gesamtwertung gemeinsam mit Sofja Sawina und Danielle Floor den elften Rang belegte, Danielle Floor, mit einer Quote von 2,9 Vorlagen pro Spiel war sie sogar auf den achtbesten Rang.
2018 nahm Lin mit der Frauen-Nationalmannschaft auch am Einladungsturnier ersten Gangdu Cup teil. Sie bildete mit all ihren Mannschaftskameradinnen von den Olympischen Jugendspielen die taiwanesische B-Nationalmannschaft, während die A-Mannschaft weitestgehend von Spielerinnen der amtierenden Meistermannschaft gestellt wurde. Lin gewann am Ende mit ihrer Mannschaft das von das IHF anerkannte Turnier, im Finale schlugen sie erstmals die Vertretung Vietnams.
Mit der taiwanesischen U 18, zu der abgesehen von Chao Yu-chen auch alle Mitglieder der taiwanischen Mannschaft bei den Olympischen Jugendspielen gehörten, nahm Lin in Beirut an den Asienmeisterschaften 2019 in der Halle teil und belegte den fünften Rang.

## Einzelbelege
1. ↑  Women's Youth (U17) Beach Handball World Championships 2017. Abgerufen am 16. Dezember 2022.
IHF | Look Back: Mauritius 2017 – IHF Women’s Youth Beach Handball World Championship. Abgerufen am 16. Dezember 2022.
2. ↑  2018 Summer Youth Olympics Official Result Book Beach handball
3. ↑  中時新聞網: 港都盃國際沙灘手球邀請賽12月初熱情引爆南臺灣 - 體育. Abgerufen am 8. Dezember 2021 (chinesisch (Taiwan)).
4. ↑  三立新聞網: 女門神沈筠庭神奇4攔 中華沙手PK賽擊敗強敵越南封后 | 運動 | 三立新聞網 SETN.COM. 3. Dezember 2018, abgerufen am 16. Dezember 2022 (chinesisch (Taiwan)).
中華男女隊包辦港都盃國際沙灘手球邀請賽冠軍「高雄新聞網. In: tnews.cc. 4. Dezember 2018, abgerufen am 14. Dezember 2022 (chinesisch).
5. ↑  Asian Handball Federation. Abgerufen am 15. Dezember 2022.

| Personendaten    | Personendaten                                    |
| ---------------- | ------------------------------------------------ |
| NAME             | Lin, Pin-chun                                    |
| ALTERNATIVNAMEN  | Pin-chun Lin; 林品均 (chinesisch)                |
| KURZBESCHREIBUNG | taiwanische Handball- und Beachhandballspielerin |
| GEBURTSDATUM     | 27. Januar 2002                                  |